# Gnejusz Gelliusz
Gnejusz Gelliusz, łac. Cnaeus Gellius (II w. p.n.e.) – rzymski historyk, zaliczany do annalistów średnich.
Jego praca poświęcona historii Rzymu nie zachowała się. Na ile z ocalałych fragmentów można to ocenić, na tle innych dzieł, wyróżniała się obszernością i bardzo szczegółowym przedstawieniem najdawniejszych dziejów Rzymu.

## Życiorys
Niewiele wiadomo na jego temat, a już w starożytności podawano o nim rozbieżne informacje. Według Cycerona był współczesny Kwintusowi Fabiuszowi Piktorowi, natomiast zdaniem Cenzorynusa – Lucjuszowi Kasjuszowi Heminie i osobiście uczestniczył w IV ludi saeculares (146). Na ogół przyjmuje się za bliższą prawdy drugą identyfikację, uznając, że Gnejusz Gelliusz żył i działał w połowie II wieku, może był rówieśnikiem Lucjusza Kalpurniusza Pizona Frugi. Prawdopodobnie należy utożsamiać go z noszącym to samo imię i nazwisko obrońcą Lucjusza Turiusza w procesie w którym oskarżał Katon Starszy, a być może był też identyczny z nadzorcą mennicy z 138 p.n.e.

## Dzieło historyczne
Zaliczany do annalistów średnich napisał dzieło poświęcone dziejom Rzymu od czasów najdawniejszych po sobie współczesne, przynajmniej do roku 146, bowiem podobnie jak Kajusz Hemina czy Kalpurniusz Pizon Frugi, wspomniał o IV ludi saeculares. Nosiło tytuł Annales („Roczniki”), nie przetrwało jednak w całości i nie wiadomo dokładnie z ilu ksiąg się składało. Zachowane trzydzieści trzy fragmenty pochodzą z ksiąg I–V, VII, XV i XXXIII, jak również XCVII. Informacja o tej ostatniej, przytoczona w cytacie u Charyzjusza budziła kontrowersje wśród historyków starożytności. Wyrażano wątpliwości, czy faktycznie praca Gelliusza mogła być tak obszerna i przypuszczano, że był to błędny zapis, w miejsce którego powinno widnieć XXVII lub XLVII. Nowsze badania wykazały jednak, iż zupełnie prawdopodobnym jest tak duża liczba ksiąg, porównując to do późniejszych dzieł Waleriusza Antiasa czy Tytusa Liwiusza.
Rozległość Annales Gelliusza mogła wynikać z bardzo szczegółowego przedstawienia najdawniejszych dziejów Italii i Rzymu, dużo większego niż w pracy Gajusza Semproniusza Tuditanusa. Wskazują na to zachowane fragmenty: dopiero w księdze II poruszył wątek porwania Sabinek, wojnę z Galami z 389 roku przedstawił w XV, zaś jedno z wydarzeń roku 216 zawarł w XXXIII. Prawdopodobnie w pierwszych dwóch księgach omówił czasy królestwa, zaś w III i IV wydarzenia z dziejów republiki, jak podbój Lacjum czy ustanowienie uroczystości wotywnych. Z innych fragmentów wynika, że w księgach V i VII zajmował się kwestiami gramatycznymi, zaś w XV budową świątyni Saturna i wprowadzeniem dies atros. Księga XXXIII miała też objąć epizody z lat 161 i 146. Tak rozległe ujęcie dziejów odbiegało od dotychczasowej praktyki historiografii rzymskiej.
Jak się wydaje był szczególnie zainteresowany tematyką antykwaryczną, zawierając w swoim dziele opisy początków plemion i założycieli miast oraz pojawienia się w Italii zdobyczy cywilizacji, takich jak pismo, odlewnictwo, miary wagi i długości czy umiejętność wydobycia złota. Mity greckie, łączące się z Italią, interpretował w sposób racjonalny. Jakiś wpływ wywarł na niego Katon Starszy, bowiem wedle Serwiusza, zgadzał się z nim co do pochodzenia Sabinów. Możliwe, że jako pierwszy wprowadził do dziejopisarstwa wzmiankowanie o znakach wróżebnych.
Pisał językiem dość archaicznym, co budziło zainteresowanie wśród antykwarystów epoki cesarstwa. Wśród stosowanych przez niego charakterystycznych form gramatycznych było zakończenia „-ablus” w formach rzeczowników I deklinacji w dativie i ablativie pluralis oraz użycie czasownika „sedavit” w znaczeniu medialno-pasywnym.
Wiadomo, że we wstępie zawarł myśl o tym, że bohaterskie czyny będą wyglądać tak jak przedstawił je talent pisarski historyka. Uznaje się go za świadomego naśladowcę greckiej historiografii.
Dzieło Gnejusza Gelliusza było znane Cyceronowi, a także Dionizjuszowi, który zajmował się najdawniejszymi dziejami Rzymu i sześciokrotnie się na nie powołał. Oprócz nich sięgali do niego Pliniusz Starszy, Aulus Gelliusz, Cenzorynus, Charyzjusz, Solinus, Serwiusz i Markobiusz. W Scriptores Historiae Augustae określono Gnejusza jako autora, który doceniał rolę historyka w działalności ludzi, podobnie jak Katon Starszy czy Salustiusz.
Zachowane fragmenty pracy Gelliusza wydano drukiem w Historicorum Romanorum reliquiae Hermanna Petera i L’annalistique romaine Martine Chassignet.